# Luca Badoer
Luca Badoer (pronuncia Badoèr; Montebelluna, 25 gennaio 1971) è un ex pilota automobilistico italiano.

## Biografia

### Primi anni
Badoer comincia coi kart nel 1985, diventando campione regionale del Veneto (classe 100cc) nel 1986 e campione italiano nel 1987, sempre nella classe 100cc, ripetendosi l'anno dopo nella classe Super-100cc.
Passa alla Formula 3 nel 1989, nel 1990 ottiene a Vallelunga la sua prima vittoria battendo Roberto Colciago e Alex Zanardi (i contendenti al titolo di quella stagione) e nel 1991 ottiene altre 3 vittorie. Corre in Formula 3000 nel 1992, diventando campione a bordo di una Reynard 92D-Cosworth, battendo piloti come Rubens Barrichello, Olivier Panis, David Coulthard, Andrea Montermini, Jean-Marc Gounon ed Emanuele Naspetti.

### La Formula 1

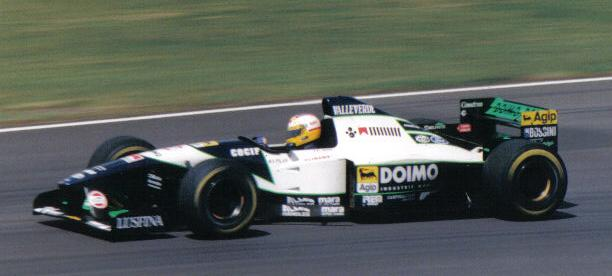
Badoer al Gran Premio di Gran Bretagna del 1995 a bordo della Minardi.

Debutta nel 1993 in Formula 1 con la Lola-Ferrari della BMS Scuderia Italia al fianco di Michele Alboreto, lottando entrambi sempre nelle retrovie (quell'anno la Lola era l'unica auto priva di elettronica avanzata) e non completando la stagione per i problemi del team, che a fine anno verrà inglobato dalla Minardi. Tuttavia la sua stagione è positiva dato che batte il suo compagno di scuderia sia in qualifica che in gara.
Nel 1994 è collaudatore della Minardi. Rientra nel 1995 con la stessa Minardi che è in difficoltà economiche, tanto che, dovendo cedere il posto per il 1996 a Pedro Lamy, Luca passa alla Forti Corse e in entrambe le stagioni i risultati sono molto modesti.
Nel 1997, oltre a condurre alcuni test per la Minardi, partecipa ad alcune gare del campionato FIA GT al volante della Lotus Elise Turbo e della Lotus Elise GT1 del team GBF Engineering. Nel 1998 Jean Todt lo sceglie per sostituire Nicola Larini nel ruolo di pilota collaudatore della Scuderia Ferrari, incarico che da allora mantiene fino alla fine del 2010.
L'ultima stagione di corse lo vede impegnato nel 1999, ancora con la Minardi. Una svolta alla sua carriera potrebbe darla l'incidente occorso a Michael Schumacher al Gran Premio di Gran Bretagna, ma la Scuderia Ferrari sceglie come sostituto Mika Salo invece di promuovere a prima guida il collaudatore veneto, sorprendendo tutto l'ambiente della Formula 1. Nel prosieguo dell'avventura con la Minardi, al Nürburgring, in una delle gare finali, a causa della forte pioggia si ritrova 4º in classifica, ma a pochi giri dal traguardo deve arrendersi per una rottura meccanica.
Dal 2000, terminata l'esperienza agonistica per mancanza di offerte allettanti in F1, ricopre esclusivamente il ruolo di pilota collaudatore della Scuderia Ferrari.
Durante la cerimonia di apertura delle olimpiadi invernali a Torino nel 2006 si è esibito con una Ferrari.

#### Il ritorno alle gare

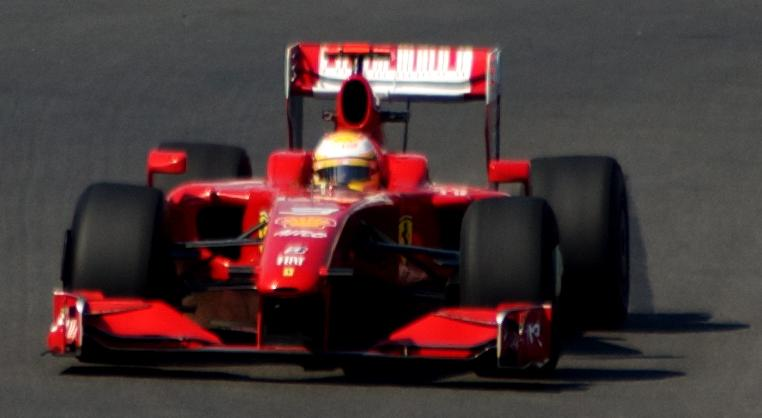
Luca Badoer al volante della Ferrari durante il Gran Premio d'Europa 2009 a Valencia

L'11 agosto 2009, dopo quasi 10 anni dall'ultimo Gran Premio disputato, a Badoer viene affidata la guida della Ferrari di Massa, infortunatosi nel corso delle qualifiche del Gran Premio di Ungheria, a partire dal Gran Premio d'Europa a Valencia. Inizialmente il posto di Massa era stato affidato a Schumacher, resosi disponibile per il rientro in Formula 1 dopo oltre due anni di assenza, ma questi ha dovuto rinunciare a causa di problemi al collo. Gli eventi hanno segnato così dopo 15 anni il ritorno di un italiano alla guida della Rossa. Il giorno del rientro in gara al Gran Premio d'Europa 2009 è stato multato per tre volte nelle prove libere per € 600, € 1.800 (seconda infrazione) e € 3.000 (terza infrazione) per un totale di € 5.400 a causa del superamento del limite di velocità in corsia box.
Il 23 agosto, nel Gran Premio d'Europa a Valencia, il pilota veneto chiude la gara in 17ª e penultima posizione dopo essere partito dal fondo della griglia, evidenziando alcune difficoltà nella gestione dell'auto. La settimana successiva, al Gran Premio del Belgio, ottiene nuovamente il 20º posto nelle qualifiche e chiude la gara in 14ª posizione, ultimo dei piloti giunti al traguardo. Questi risultati spingono, il 3 settembre, la Ferrari a sostituirlo a partire dal Gran Premio d'Italia con il connazionale Giancarlo Fisichella, che non conseguirà comunque punti nel resto della stagione.
A fine novembre 2010, la Scuderia Ferrari annuncia la conclusione del rapporto di collaborazione con il pilota veneto, dopo dodici anni di collaborazione e 132.000 chilometri accumulati a bordo delle monoposto del cavallino rampante. Dal 1999 al 2009 ha accumulato 131.944 km di test (31.374 giri) in 469 giorni, quasi il doppio dei km percorsi da Rubens Barrichello (67.891, record assoluto) in carriera nei gran premi.
L'addio avviene l'8 dicembre 2010, a Bologna durante il Motor Show guida una F60 eseguendo looping e pit-stop esaltando il pubblico presente.
Detiene il primato del maggior numero di Gran premi disputati senza aver ottenuto nessun punto.

## Vita privata
È padre del pilota Brando Badoer

## Risultati F1
| 1993 | Scuderia        | Vettura     |     |    |    |   |     |    |    |     |     |     |     |    |    |    |  |  |  |  |  | Punti | Pos. |
| ---- | --------------- | ----------- | --- | -- | -- | - | --- | -- | -- | --- | --- | --- | --- | -- | -- | -- |  |  |  |  |  | ----- | ---- |
| 1993 | Scuderia Italia | Lola T93/30 | Rit | 12 | NQ | 7 | Rit | NQ | 15 | Rit | Rit | Rit | Rit | 13 | 10 | 14 |  |  |  |  |  | 0     | 25º  |

| 1995 | Scuderia | Vettura |     |     |    |     |     |   |    |    |     |   |     |     |    |    |    |   |    |  |  | Punti | Pos. |
| ---- | -------- | ------- | --- | --- | -- | --- | --- | - | -- | -- | --- | - | --- | --- | -- | -- | -- | - | -- |  |  | ----- | ---- |
| 1995 | Minardi  | M195    | Rit | Rit | 14 | Rit | Rit | 8 | 13 | 10 | Rit | 8 | Rit | Rit | 14 | 11 | 15 | 9 | NP |  |  | 0     | 23º  |

| 1996 | Scuderia | Vettura      |    |    |     |    |    |     |    |     |     |    |  |  |  |  |  |  |  |  |  | Punti | Pos. |
| ---- | -------- | ------------ | -- | -- | --- | -- | -- | --- | -- | --- | --- | -- |  |  |  |  |  |  |  |  |  | ----- | ---- |
| 1996 | Forti    | FG01B / FG03 | NQ | 11 | Rit | NQ | 10 | Rit | NQ | Rit | Rit | NQ |  |  |  |  |  |  |  |  |  | 0     |      |

| 1999 | Scuderia | Vettura |     |     |   |     |     |    |    |     |    |    |    |     |     |     |     |     |  |  |  | Punti | Pos. |
| ---- | -------- | ------- | --- | --- | - | --- | --- | -- | -- | --- | -- | -- | -- | --- | --- | --- | --- | --- |  |  |  | ----- | ---- |
| 1999 | Minardi  | M01     | Rit | INF | 8 | Rit | Rit | 10 | 10 | Rit | 13 | 10 | 14 | Rit | Rit | Rit | Rit | Rit |  |  |  | 0     | 22º  |

| 2009 | Scuderia | Vettura |  |  |  |  |  |  |  |  |  |  |    |    |  |  |  |  |  |  |  | Punti | Pos. |
| ---- | -------- | ------- |  |  |  |  |  |  |  |  |  |  | -- | -- |  |  |  |  |  |  |  | ----- | ---- |
| 2009 | Ferrari  | F60     |  |  |  |  |  |  |  |  |  |  | 17 | 14 |  |  |  |  |  |  |  | 0     | 25º  |

| Legenda | 1º posto     | 2º posto | 3º posto    | A punti         | Senza punti/Non class.  | Grassetto – Pole position Corsivo – Giro più veloce |
| Legenda | Squalificato | Ritirato | Non partito | Non qualificato | Solo prove/Terzo pilota | Grassetto – Pole position Corsivo – Giro più veloce |